# 京都ゴルフ倶楽部
京都ゴルフ倶楽部（きょうとゴルフくらぶ）は、戦後復興期に京都市北区に設立されたゴルフ場である。

## 概要
上賀茂コース（かみがもコース）、舟山コース（ふなやまコース、旧･西コース）を有するほか、国内各地7ゴルフ場を系列に持つ。JGA（日本ゴルフ協会）、KGU（関西ゴルフ連盟）に加盟している。会員数は敬老会員を含め、2010年現在で約3260名。バックティーのハンディキャップ制限は15。プレーシューズに特段の制限はない。平日は2人1組、土休日は3人1組でのプレーが原則として認められる。会員種別に性別要件があり、異性の会員権を取得することはできない。
太平洋戦争後に初めて建設されたゴルフ場で、株式会社方式での運営、法人会員制度の導入を日本のゴルフ場で最初に実施した。また、日本独特の女性キャディシステムを廃止し（2011年春から上賀茂コースのみ復活）、セルフプレー方式や4人乗り電動乗用カートをいち早く導入するなど、日本ゴルフ界の先鞭をつけてきた。
両コースにレストラン、練習場（打ちっぱなし）が設置されているほか、会員家族を対象にしたゴルフスクール「ジュニア教室･会員制度」、75歳以上の会員を対象にした「敬老招待競技」の実施を始めとする催しがあり、会員の反復来場に力を入れている。また、両コースとも1975年（昭和50年）より広域避難場所に指定され、緊急時の放送連絡設備が設置されている。

### 上賀茂コース
18ホール、5910ヤード、パー69。高低差15mの丘陵コースで、各ホールにベントと高麗（こうらい）の2グリーンを有する。薄暮（夕方）のハーフラウンドプレーが可能。クラブハウスには貴賓室や絵画ギャラリーが設けられている。
コース中を明神川が流れる。この川はやがて賀茂別雷神社（上賀茂神社）を経て、社家の町並みで知られる上賀茂本通沿いに至る。
鞍馬街道に接する17番ホールのティーインググラウンド脇の木陰は、賀茂別雷命が降臨した「御阿礼所」（みあれどころ）として、例年の葵祭挙行前にこの場所で神事が執り行われる。

### 舟山コース
18ホール、4807ヤード、パー67。アップダウンの変化に富む山岳コースで、インにロングホールを有しない。ホールの多くに、レディースティとプレイング4対応の特設ティが設けられている。ホールには高麗グリーンのみ。早朝および薄暮のハーフラウンドプレーが可能。眺望に優れ、コース上から京都市街を一望できる。五山送り火挙行日にはレストランで予約制のディナーサービスがなされる。
1番ホールのフェアウェイを船山への登山道が横切っており、登山者が通行する際にはプレーを中断しなければならない。

## 沿革
終戦を境に、日本全土はアメリカ合衆国を中心とした連合国の占領下に置かれ、西日本全部を管轄する第一軍団本部が京都に置かれていた。その連合国軍最高司令官総司令部（GHQ）軍政部から、「軍人のレクリエーションに」京都市内にゴルフ場を建設する案が出た。
計画は1946年（昭和21年）8月、第一軍団軍政官少佐ハロルド・シェフィールドを先頭に進められ、赤星四郎設計、鹿島組施工による総工費2億7千万円という大プロジェクトとなった。計画地は「池が二つあり原始林にかこまれ場所も非常にいいし街から近い」と京都大学演習林と上賀茂神社の8万5千坪の境内林に決定。シェフィールドは、「聖地、神域に、外国人の息のかかったゴルフ場を造るとはけしからん」と必死に抵抗する神社関係者を抑えて、9月23日に実測を行い、即座に伐採を始めて、11月15日には起工式を執り行った。
しかし、膨大な費用がネックとなって、GHQ総司令官ダグラス・マッカーサーから12月7日に中止命令が下る。さらに、神社関係者からの「京都の軍政官と日本の官憲は、宗教の自由を圧迫してゴルフ場を造ろうとしている」とのGHQへの直訴を受けて、一連の建設関係者が査問されることとなった。
日本語の堪能なシェフィールドが、神道や仏教を学んで、神事や社家の行事に出席しながら「宗教圧迫などの事実はない」と再三にわたり神社関係者への説得にあたって了解を取り付けた。同時に、「ゴルフ場が京都の将来の観光資源になる」と期待する京都府知事の木村惇が、日本側の首脳責任者としてGHQへの矢面に立つとともに、代替地を用意。また、数々のゴルフ場を手がけた安達貞市（後に当倶楽部理事長に就任）が、木村を通じてシェフィールドに会ってコース施工を引き受け、観光日本株式会社監査役の久保田粂吉が現場責任者として着任した。
安達が米軍から重機、技術者提供を受け、かつ京都市からも土地権利者との交渉で後押しを受けたことで、当初計画の10分の1である3千万円に抑えることに成功した。こうした官民のチームワークにより査問を切り抜け、中止命令をも撤回させて、契約が締結される運びとなった。
1948年（昭和23年）7月に6ホール、10月に9ホール、翌年3月には18ホールが造られ、日本で戦後最初の新築ゴルフコースが京都の地に完成した。
1950年（昭和25年）朝鮮戦争により、プレーヤーは米軍兵士から西陣界隈の経営者に入れ替わる。戦争特需で会員数が急増、このために1958年（昭和33年）に西コース（現･舟山コース）が新たに着工され、1962年（昭和37年）に完成した。

## アクセス
舟山コースの所在地は「京都市北区西賀茂船山」である。
両コースともに下記の所要時間はほぼ同じである。
- 名神高速道路 京都南ICまたは京都東ICより、車で約35分
- 北大路駅（京都市営地下鉄烏丸線）より、タクシーで約10分

## 系列コース
- 日野ゴルフ倶楽部 （滋賀県蒲生郡日野町）
- 美奈木ゴルフ倶楽部 （兵庫県三木市）
- 茅ヶ崎ゴルフ倶楽部 （神奈川県茅ヶ崎市）
- 茨城ゴルフ倶楽部 （茨城県つくばみらい市）
- 額田ゴルフ倶楽部 （愛知県岡崎市）
- 札樽ゴルフ倶楽部 （北海道小樽市）
- 大宰府ゴルフ倶楽部 （福岡県太宰府市）